# Die Abenteuer des Sherlock Holmes (Buch)

Buchcover der englischsprachigen Erstausgabe

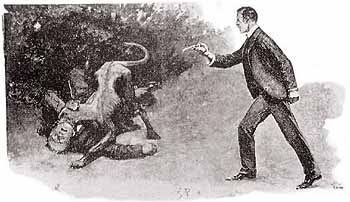
Eine Illustration von Sidney Paget aus der Erzählung Die Blutbuchen

Die Abenteuer des Sherlock Holmes (Originaltitel: The Adventures of Sherlock Holmes) sind eine Sammlung von zwölf Kurzgeschichten von Arthur Conan Doyle. Die Geschichten wurden ursprünglich von Juli 1891 bis Juni 1892 im Strand Magazine veröffentlicht, der Sammelband mit Illustrationen von Sidney Paget erschien am 14. Oktober 1892 in Großbritannien und am 15. Oktober 1892 in den USA. Im Zentrum der Handlung stehen Sherlock Holmes und Dr. John Watson, die seltsame Verbrechen aufklären. Dabei bedient sich Holmes seiner Methode von Deduktion, die ihn so gut wie immer an das gewünschte Ziel bringt.

## Die Geschichten
Die deutschen Titel können sich bei verschiedenen Übersetzungen oder Zusammenstellungen unterscheiden.

### Ein Skandal in Böhmen (A Scandal in Bohemia)
Am 20. März 1888 erhält Sherlock Holmes einen Brief, mit dem sich für den frühen Abend ein maskierter Besucher ansagt. Aus der Satzkonstruktion und dem Briefpapier folgert der Meisterdetektiv, dass er es mit einem Deutschen aus Böhmen zu tun hat, und es dauert auch nicht lange, bis er den angeblichen Grafen von Kramm als den böhmischen Erbkönig Wilhelm entlarvt. Wenige Tage vor seiner Hochzeit mit der skandinavischen Prinzessin Clothilde fürchtet der riesenhafte Monarch, von der ehemaligen Opernsängerin Irene Adler erpresst zu werden, die er vor fünf Jahren in Warschau kennengelernt hat. In drei Tagen, wenn die Eheschließung publik gemacht wird, will seine ehemalige Geliebte ein kompromittierendes Foto an die Schwiegereltern schicken, um die Hochzeit platzen zu lassen. Verschiedene Versuche, das Foto aus Irenes Londoner Haus zu stehlen, schlugen fehl.
In Verkleidung eines Stallknechts observiert Holmes die Villa der Adler in St John’s Wood, wobei er Zeuge wird, wie sie und ihr regelmäßiger Besucher, der Anwalt Godfrey Norton, in getrennten Pferdekutschen zu einer Kirche fahren, um sich trauen zu lassen. Nach der Verfolgung wird Holmes sogar die Ehre zuteil, als Trauzeuge zu agieren. Noch am Abend kehrt er zur Villa zurück, vor der er eine Show abzieht, in die er auch seinen Partner, Dr Watson, einbindet. Als Methodistenprediger verkleidet, wird er bei Irene Nortons Ankunft bei einer inszenierten Straßenschlägerei scheinbar verwundet und von der Hausherrin zur Pflege in deren Wohnzimmer gebracht. Auf Holmes’ Kommando schleudert Watson eine Rauchrakete in die Villa, wobei der Detektiv Augenzeuge wird, wie Irene instinktiv das Foto kurz aus dem Versteck holt, um es vor dem Feuer zu schützen. Nachdem Holmes in der allgemeinen Unruhe entkommen ist, nimmt er sich vor, gleich morgen früh mit dem Fürsten in der Villa zu klingeln, um in aller Ruhe das Foto sicherzustellen.
Dazu kommt es aber nicht mehr. Irene Norton, die das Manöver durchschaut hat, reist in aller Frühe überstürzt mit ihrem Gatten auf den Kontinent. Im Versteck des Fotos findet der verblüffte Holmes nur ein anderes Bild und eine Nachricht: Die geflohene Hausherrin war vorgewarnt worden, dass er sich des Falles annehmen würde, und wird nun fürs Erste davon absehen, das Foto zu versenden. Für König Wilhelm, der die Eheschließung seiner Ex-Mätresse trotz allem mit Wehmut betrachtet, kommt die Angelegenheit preiswert: Holmes gibt sich mit dem vorgefundenen Foto von Irene Norton zufrieden.

### Der Bund der Rothaarigen, auch: Der Bund der Rotschöpfe oder Die Liga der Rotschöpfe (The Red-Headed League)
Jabez Wilson, Pfandleiher, braucht Holmes' Rat. Zwei Monate zuvor, angeblich am 27. April 1890, hat ihn sein Angestellter Vincent Spaulding auf eine Zeitungsannonce aufmerksam gemacht. Darin bot eine sog. „Liga der Rothaarigen“ den enormen Lohn von vier Pfund pro Woche für eine einfache Nebentätigkeit. Voraussetzung: Der Bewerber muss leuchtend rotes Haar haben und darf während der Arbeitszeit um keinen Preis das Büro verlassen. Wilson bekommt die Stelle. Jeden Tag verbringt er fortan vier Stunden im Büro der Liga, in dieser Zeit schreibt er die Encyclopedia Britannica ab. Um sein Pfandhaus kümmert sich währenddessen sein Angestellter Vincent Spaulding.
Doch am Morgen des 9. Oktober 1890 ist alles anders: Als Wilson erscheint, findet er nur einen Zettel an der Tür, darauf die lapidare Nachricht, die Liga sei aufgelöst. Von seinem Vorgesetzten fehlt jede Spur, der Name war falsch und von der Liga hat niemand im Haus jemals gehört. Wütend über den Verlust der gut bezahlten Stelle macht sich Wilson auf den Weg zu Holmes.
Holmes findet die Geschichte bemerkenswert. Ganz besonders interessiert ihn Wilsons Angestellter Spaulding, der seinen Chef erst auf die Liga aufmerksam gemacht hatte: Spaulding arbeitet freiwillig für den halben Lohn. Schwächen hat er aber laut Wilson auch: So sei Spaulding versessen auf Fotografie und verschwinde häufig im Keller.
Holmes schickt gut gelaunt den Pfandleiher heim und nimmt Watson mit zu einem Konzert. Auf dem Weg dorthin besuchen sie Wilsons Geschäft und treffen kurz den Angestellten. An diesem Punkt hat Holmes nach eigenem Bekunden den Fall gelöst, wie üblich verrät er aber noch nichts. Spät am Abend treffen sich Holmes, Watson, ein Scotland-Yard-Beamter und ein Bankdirektor ganz in der Nähe wieder und verschanzen sich im Tresorraum der City and Suburban Bank. In dieser Nacht erscheinen zwei Einbrecher, die einen Tunnel in den Tresorraum gegraben haben. Es sind Spaulding und ein Komplize.
Holmes hatte ermittelt, dass die ganze Geschichte der Liga der Rothaarigen ein Trick war, um den Pfandleiher Wilson für einige Stunden täglich aus dem Haus zu schaffen. In dieser Zeit gruben die Täter den Tunnel zur direkt an das Pfandhaus angrenzenden Bank. Der Kniff mit der Liga, Spauldings vom Graben durchgescheuerte Hosenknie und die Nachbarschaft von Pfandleihe und Bank hatten Holmes auf die richtige Spur gebracht.

### Eine Frage der Identität, auch: Der rätselhafte Bräutigam oder Ein Fall geschickter Täuschung u. a. (A Case of Identity)
Nachdem sie sich eine Weile unschlüssig vor Sherlock Holmes’ Haus herumgedrückt hat, ringt sich die junge Sekretärin Mary Sutherland schließlich dazu durch, ihm ihre ungewöhnliche Liebesangelegenheit anzuvertrauen. Nach dem Tod des Vaters hat ihre Mutter den knapp fünfzehn Jahre jüngeren Weinhändler James Windibank geheiratet, der damit nur etwa fünf Jahre älter ist als Mary. Gegen den Willen des Stiefvaters, der Freizeit-Aktivitäten von Mary und ihrer Mutter generell ablehnt, besuchte sie einen Ball der Gasinstallateure, auf dem sie den Kassierer Hosmer Angel kennengelernt hat. Während der Stiefvater beruflich in Frankreich zu tun hatte, traf sie sich mehrmals mit ihrem neuen Verlobten, ohne allerdings genau zu wissen, wo er wohnt und arbeitet. Auf dem Weg zur kirchlichen Hochzeit verschwand der Bräutigam aus der Kutsche, ohne jemals wieder aufzutauchen. Kurz zuvor ließ sich Hosmer von Mary noch ewige Treue schwören, selbst wenn ihm etwas Unvorhergesehenes passieren sollte. Ein Brief an den Stiefvater, in dem sie ihm in letzter Minute die Hochzeit anzeigte, kam ungeöffnet aus Bordeaux zurück.
Für Holmes ist klar, dass Mary ihren Bräutigam nicht wiedersehen wird. Die Beschreibung, mit der sie in der Zeitung nach ihrem Verflossenen gefahndet hat, legt bereits nahe, dass dessen buschige Koteletten, die getönte Brille und die sehr leise Stimme nur Windibanks Methoden waren, um sich als ein anderer Mann auszugeben. Auch sind die Liebesbriefe an Mary mit der Schreibmaschine unterzeichnet, weil sich der Stiefvater sonst durch seine markante Handschrift entlarvt hätte. Den endgültigen Beweis für Holmes’ These liefert ein Briefwechsel mit Windibank, in dem der einen Besuch im Hause des Meisterdetektivs zusagt: Die Eigenheiten des Schriftbildes erweisen, dass der Antwortbrief mit derselben Schreibmaschine erstellt worden ist wie die Liebesbriefe des angeblichen Hosmer Angel. Der Stiefvater gibt zu, er habe Mary mit dieser Methode ein für alle Mal das Interesse an Männergeschichten nehmen wollen. Wie Holmes folgert, liegt der tiefere Sinn dahinter in Marys lukrativen Einnahmen aus neuseeländischen Aktien, die ihr ein Onkel vererbt hat und auf deren Erlös Windibank nicht verzichten wollte. Eine Tätigkeit in Bordeaux hat es natürlich nie gegeben. Derart entlarvt, flieht Windibank aus dem Verhör, während Holmes davon absieht, Mary über dessen Doppelspiel zu informieren.

### Das Geheimnis von Boscombe Valley (The Boscombe Valley Mystery)

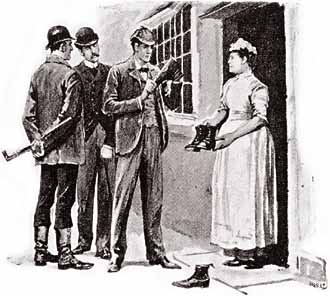
Eine Illustration von Sidney Paget aus der Erzählung Das Geheimnis vom Boscombe Tal

Im westenglischen Boscombe Valley wird der Großfarmer Charles McCarthy an einem bewaldeten Teich tot aufgefunden, wo er einen wichtigen Termin mit einem Unbekannten gehabt haben soll. Da ihm Zeugenaussagen zufolge sein 18-jähriger Sohn James mit einer Waffe folgte und es kurz vor der Tat zu einem lautstarken Streit zwischen den beiden kam, scheint die Angelegenheit klar zu sein, zumal die tödlichen Verletzungen durch den Griff der genannten Waffe herbeigeführt worden sein dürften. Das finden auch Watson, der mit Holmes kurzfristig im Zug nach Herefordshire reist, und der Scotland-Yard-Agent Lestrade, der den Fall an den Meisterdetektiv abgetreten hat. Holmes kommen hingegen Zweifel, weil er das resignative Verhalten des Sohnes bei dessen Verhaftung ganz und gar nicht als Schuldeingeständnis wertet.
Aus dem Vernehmungsprotokoll entnimmt Holmes, dass James McCarthy am Tag der Tat gerade erst aus Bristol heimgekommen war und er am Teich nach dem Kaninchengehege schauen wollte, als er unversehens seinem Vater gegenüberstand. Auf dem Heimweg zur Farm habe er dann einen Schrei gehört und seinen Vater schwer verletzt vorgefunden. Mit dem letzten Atem habe der etwas von einer Ratte gemurmelt, wobei der Sohn im Augenwinkel ein graues Kleidungsstück wahrnahm, das bald danach verschwunden war. In dem Städtchen Ross angekommen, erhält Holmes Besuch von James’ Sandkastenliebe Alice Turner, die ein gutes Wort für den Tatverdächtigen einlegt. Sie offenbart auch, dass es in dem Streit zwischen den McCarthys um ihre Person gegangen sein dürfte, weil der Vater seinen widerstrebenden Sohn zu einer Hochzeit drängte. Weniger aufschlussreich verläuft ein Besuch im Untersuchungsgefängnis. Immerhin erfährt Holmes, dass James vor zwei Jahren eine Bardame in Bristol geheiratet hat, von der niemand etwas weiß und die sich im Lichte der neuen Ereignisse von ihm losgesagt hat, zumal sie einen anderen Ehemann hat.
Bei einer Begehung des Tatortes sieht Holmes die Aussage des Tatverdächtigen durch die Stiefelabdrücke bestätigt. Er identifiziert einen Stein als wahre Tatwaffe, folgert aus Ascheresten, welche Zigarettenmarke der Täter raucht, und sucht diesbezüglich nach einem groß gewachsenen, humpelnden Linkshänder. Dabei kommt wohl nur ein Australier in Frage, weil der Ermordete kurz vor seinem Tod den australischen Ruf „Cooee“ tätigte und mit seinem letzten Wort die Goldgräberstadt Ballarat gemeint haben dürfte. Damit ist der ca. 60-jährige, an Zuckerkrankheit im Endstadium leidende Großgrundbesitzer John Turner entlarvt, der an dieser Stelle einräumt, seit zwanzig Jahren von McCarthy terrorisiert worden zu sein. Der war seinerzeit Fahrer eines Goldkonvois, an dessen Überfall Turner in Ballarat beteiligt war. Nachdem beide unbescholten mit ihrem ergaunerten Reichtum nach England übersiedelten, erpresste McCarthy fortan den freien Aufenthalt auf dem Anwesen Turners. Um sich und seinem Sohn den ganzen Besitz Turners nach dessen absehbarem Tod unter den Nagel zu reißen, forderte McCarthy Alice als künftige Schwiegertochter. Um dies zu vermeiden, wusste sich Turner nicht anders zu helfen, nachdem er den Streit der McCarthys am Teich hinter einem Baum belauscht hat. Bei der Tat verlor John Turner seinen grauen Mantel, den er wenig später wieder an sich nahm. Angesichts seines Gesundheitszustandes geht John Turner straffrei aus, nachdem Holmes vor Gericht für die Freilassung des unschuldigen James McCarthy gesorgt hat.

### Die fünf Orangenkerne (The Five Orange Pips)
Inmitten eines schweren Unwetters bahnt sich im September 1887 der knapp 22-jährige John Openshaw den Weg in die Baker Street, um seine prekäre Situation Sherlock Holmes zu offenbaren. Mit zwölf Jahren kam John in die Obhut seines Onkels Elias, eines US-Bürgerkriegsveterans, der um 1870 aus Unzufriedenheit mit der politischen Entwicklung nach England zurückkehrte. In seinem Anwesen in Horsham, Sussex, führte der Onkel ein eigenbrötlerisches Leben, bis er im März 1883 aus dem indischen Pondicherry einen Brief mit fünf Orangenkernen und dem Absender KKK erhielt. Noch am selben Abend verfügte er sein Testament, bevor er sich zu Tode geängstigt nahezu vollständig in sein Zimmer zurückzog. Als Elias am 2. Mai tot in einem seichten Gartenteich aufgefunden wurde, deutete alles auf einen Selbstmord hin. Doch den direkten Erben, seinen Bruder Joseph, befiel ein ähnliches Schicksal: Zu Jahresbeginn 1885 erhielt auch er einen Brief von KKK mit fünf trockenen Kernen, diesmal mit einem Poststempel aus Dundee und dem Befehl, „die Papiere an der Sonnenuhr anzubringen“. Drei Tage später starb er beim Sturz in eine tiefe Kalkgrube, was wiederum als Unfall ohne Fremdeinwirkung gewertet wurde.

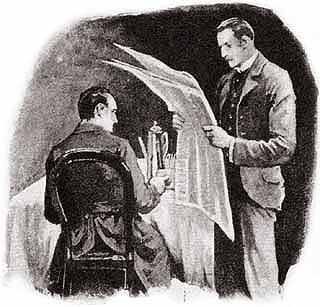
Holmes und Watson bei der Lösung des Falls der Fünf Orangenkerne von Sidney Paget

Nun scheint Neffe John an der Reihe zu sein, der am Vortag einen ominösen Brief aus dem Osten Londons erhielt und deswegen Holmes in den Fall einschaltet. Er präsentiert ihm einen Zettel, der dem Feuer entgangen ist, als sein Onkel kurz vor seinem Tod den Inhalt einer geheimnisvollen Schachtel mit der Gravur KKK verbrannt hat. Holmes schickt John auf der Stelle nach Hause und trägt ihm auf, die Schachtel samt dem Zettel und einer Notiz, dass alle anderen Papiere verbrannt worden seien, an der Sonnenuhr anzubringen. Angesichts der unerwarteten Rückkehr des Onkels nach England schließt Holmes, dass er auf der Todesliste des Ku Klux Klans stand, der seinen Opfern gerne Melonensamen oder Apfelsinenkerne als Vorankündigung zusendet. Und aus den Briefen, die in Hafenstädten abgesandt wurden, errechnet er, es beim Täter mit dem Reisenden eines Segelschiffes zu tun zu haben, der es insbesondere auf die nichtverbrannte Todesliste abgesehen hat. Für John Openshaw kommt diese Erkenntnis zu spät – er ertrinkt noch auf dem Heimweg nahe der Waterloo Bridge in der Themse. Immerhin kann der deprimierte Holmes anhand der Schiffsfahrpläne Kapitän James Calhoun als Anführer der Bande enttarnen, doch bleibt dessen Festnahme in Savannah aus: Die „Lone Star“ verschwindet bis auf eine Planke spurlos in den Stürmen des Atlantiks.

### Das gesprenkelte Band (The Speckled Band)
Im April 1883 erhalten Holmes und Watson, die sich zu jener Zeit noch die Wohnung in der 221B Baker Street teilen, Besuch einer aufgeregten Frau. Die 32-jährige Helen Stoner berichtet Sherlock Holmes von ihrer Zwillingsschwester Julia, die vor zwei Jahren – kurz vor ihrer geplanten Hochzeit mit einem Marineoffizier – im Familienanwesen in Stoke Moran in einer stürmischen Nacht auf mysteriöse Weise starb. Kaum hatte sie Helen von einem merkwürdigen nächtlichen Pfeifgeräusch berichtet, stieß Julia in ihrem Schlafzimmer einen Schrei aus und taumelte benommen in den Flur. Mit den Worten „Es war das gesprenkelte Band“ brach sie ohnmächtig zusammen, ohne je wieder zu sich zu kommen. Zur Tatzeit hörte auch Helen, die nebenan schlief, ein leises Pfeifen, außerdem ein Geräusch, als ob ein Stück Metall zu Boden fällt. Spuren einer Fremdeinwirkung waren an der Toten nicht auszumachen, zumal Fenster, Tür und Kamin ihres Schlafzimmers fest verschlossen bzw. vergittert waren. Helen hegt trotzdem einen Verdacht gegen die Zigeuner, die mit Duldung des Stiefvaters auf dem Gelände kampieren, denn sie tragen bunte Kopftücher. In wenigen Wochen steht nun für Helen eine Hochzeit bevor. Da sie wegen vorgeblicher Reparaturarbeiten in Julias Zimmer umquartiert worden ist und in der letzten Nacht dort das ominöse Pfeifen wieder gehört hat, fürchtet sie, dasselbe Schicksal ihrer Schwester erleiden zu müssen.
Holmes findet in der Nachlassregistratur heraus, dass das Vermögen der Mutter seit ihrem frühen Tod empfindlich an Wert verloren hat. Da Grimesby Roylott bei der Eheschließung beider Stieftöchter finanzielle Einbußen zu erleiden hätte, richtet sich der Hauptverdacht gegen ihn, zumal er als ungewöhnlich jähzornig bekannt ist und in Indien eine langjährige Haftstrafe wegen Totschlags verbüßte. Er kreuzt sogar in Holmes’ Wohnung auf, um den „Schnüffler“ mit einem Schürhaken zu bedrohen und aufzufordern, seine Nase aus dieser Angelegenheit herauszuhalten. Andererseits hatte Roylott gegen keine der Hochzeiten seiner Stieftöchter etwas einzuwenden.
Ohne dessen Wissen nehmen Holmes und Watson in Stoke Moran das Schlafzimmer unter die Lupe. Dort hängt über dem Bett eine Klingelschnur, die nie benutzt wird und auch mit keiner Glocke verbunden ist. Es handelt sich um eine Attrappe, die an dem Luftloch für den Ventilator befestigt ist. Außerdem ist das Bett am Boden festgeschraubt. Unter Einbeziehung von Roylotts Leidenschaft für indische Tiere – er hält sich einen Leoparden und einen Pavian – wird Holmes schlagartig klar, was hier gespielt wird. Zur Überprüfung seiner Theorie quartiert er Helen in deren eigentliches Schlafzimmer um und legt sich mit Watson am Tatort auf die Lauer. Erwartungsgemäß kommt bei einem Pfeifgeräusch an der Kordel entlang eine Sumpfkobra angekrochen, auf die sich die Sterbende also mit ihren letzten Worten bezog. Roylott hatte die gefährlichste Schlange Indiens damals in das Nachbarzimmer geschickt, um Julia umzubringen. Nach dem tödlichen Biss pfiff er die Schlange über die Schnur zurück. Nun schickt Roylott die Schlange durch den Ventilator, um auch Helen zu töten. Holmes, der sich statt ihrer im Schlafzimmer aufhält, nimmt es mit ihr auf, so dass sie durch den Ventilator ins benachbarte Zimmer zurückkriecht und stattdessen Roylott beißt, der binnen Sekunden stirbt.

### Der Daumen des Ingenieurs (The Engineer’s Thumb)
Im Sommer 1889 erscheint in Watsons Praxis sehr früh am Morgen der knapp 25-jährige Hydraulik-Ingenieur Victor Hatherley, der in der Nacht einen Daumen verloren hat. Da er von einem Mordanschlag spricht, schaltet Watson umgehend Holmes ein. Ihm berichtet Hatherley, dass ihn gestern in seinem miserabel laufenden Ingenieur-Büro ein ungewöhnlich dünner Mann mit deutschem Akzent aufgesucht hat, der sich als Oberst Lysander Stark ausgab. Sehr geheimnisvoll tuend, ließ er sich wiederholt von Hatherley allerhöchste Diskretion versprechen, bis er endlich verriet, dass es um eine hydraulische Presse gehe, die aus dem Lot geraten sei. Stark behauptet, er fördere auf seinem Grundstück nahe Reading Bleicherde, was er vor anderen Menschen verschleiere, indem er die Erde mit Hilfe der Maschine erst einmal zu Ziegeln komprimiere. Hatherley war bei alledem nicht wohl zumute, zumal er die Presse mitten in der Nacht begutachten sollte, doch konnte er auf die 50 Pfund für den leichten Job nicht verzichten, so dass er mit dem Nachtzug ab Paddington ins sieben Meilen von Reading entfernte Eyford anreiste.
Stark holte Hatherley vergangene Nacht am dortigen Bahnhof mit einem Einspänner ab. Nach einstündiger Fahrt in unbekannter Himmelsrichtung fand sich der Ingenieur in einem deutschsprachigen Haushalt wieder. Eine ängstliche Frau legte ihm nahe, so schnell wie möglich das Weite zu suchen, doch wollte er nach der aufwendigen Anreise ungern seinen Lohn in den Wind schreiben. Mit einem unguten Gefühl ließ er sich von Stark und dessen dickem Sekretär Ferguson durch das labyrinthartige Haus in den winzigen Maschinenraum führen. Schnell fand er den Fehler in einem verfaulten Gummiring, doch durchschaute er auch, dass hier nicht wirklich Bleicherde gefördert wird, sondern eher Metall. Als Hatherley dies offen aussprach, wurde er in den Raum gesperrt. Mit knapper Not entkam er der todbringenden Hydraulikanlage durch eine Klappe in der Holzwand, bevor ihm die Frau dabei half, aus dem Haus zu fliehen. Als er am Fenstersims hing, hieb Stark, der in Wirklichkeit mit Vornamen Fritz heißt, mit dem Fleischermesser auf seine Hand ein und trennte ihm dabei den Daumen ab. Nach längerer Bewusstlosigkeit fand sich Hatherley bei einer Hecke nahe dem Bahnhof wieder. So reiste er mit dem Zug zu Watson.
Holmes fühlt sich an eine Suchanzeige erinnert, in der vor etwa einem Jahr ein anderer Hydraulik-Ingenieur vermisst gemeldet wurde, der ebenfalls am späten Abend zum letzten Mal gesehen wurde. Mit einem Scotland Yard-Inspektor und einem Geheimpolizisten reisen Holmes und Watson sowie das Opfer sofort nach Eyford. Holmes kommt aufgrund einiger Indizien darauf, dass der Tatort ganz in der Nähe liegt – die einstündige Kutschfahrt sollte dies nur verschleiern. Man hat es mit einer Bande von Falschmünzern im großen Stil zu tun, deren Spur sich in Reading verlaufen hat. Eine Rauchsäule in der Nachbarschaft des Bahnhofs bringt Holmes & Co auf das Haus von Dr Becher alias Ferguson, das Hatherley wiedererkennt. Das Feuer dürfte die Öllampe ausgelöst haben, als sie in die hydraulische Presse geriet. Die Bande um Becher, dieser selbst und seine deutschen Komplizen sind freilich längst ausgeflogen. Selbst Holmes kann sie nicht mehr stellen, wohingegen sich die Feuerwehr am Brandherd über große Mengen an Nickel und Zinn wundert.

### Der Mann mit der entstellten Lippe (The Man with the Twisted Lip)
Im Juni 1889 bekommt Dr. Watson noch spätabends Besuch von Kate Whitney, einer alten Schulfreundin seiner Frau, die sich Sorgen um ihren Ehemann macht. Der drogensüchtige Isa Whitney sucht gerne einmal für einen Tag eine Opiumhöhle in der Swandam Lane im Osten Londons auf, doch ist er schon 48 Stunden fort. Watson macht seinen Patienten in der „Goldenen Schenke“ ausfindig und schickt ihn in einer Kutsche heim. Zu seiner großen Überraschung trifft Watson an selber Stelle auf Holmes, der inkognito den Betreiber Lascar beschattet. Besonders interessiert sich Holmes für das Schicksal des 37-jährigen Neville St Clair, der möglicherweise durch eine Falltür im hinteren Teil des Gebäudes zu Tode gekommen ist.
Der reiche, allseits beliebte St Clair kam vor fünf Jahren nach Lee in Kent, wo er eine Villa kaufte und mit einer Brauereitochter eine Familie gründete. Als sie am vergangenen Montag ein Päckchen abholte, hörte sie in der Swandam Lane einen Schrei und sah ihren Mann an einem Fenster im ersten Stock jenes Hauses wild gestikulieren, in dem sich auch die Opiumhöhle befindet. Als sie ihm zu Hilfe eilen wollte, wurde sie unsanft von Lascar auf die Straße verfrachtet. In Begleitung der Polizei konnte sie anhand einer Schachtel Bauklötze, die der Vermisste für die Kinder gekauft hatte, dessen Anwesenheit in der Wohnung nachweisen. Man fand nun auch Blutspuren am Fenstersims des Schlafzimmers, das zum Landungssteg hinausgeht, und hinter einem Vorhang die Kleider von Neville St Clair. Lascar schob jede Schuld auf seinen Mieter Hugh Boone, der den Vermissten als Letzter gesehen haben dürfte. Der stadtbekannte Bettler und Krüppel streitet dies aber ab. Angeblich kann er sich auch nicht erklären, wie die Kleidungsstücke in seine Wohnung gekommen sind. Der fehlende Mantel des Gesuchten, vollgestopft mit Kleingeld, kommt bei der nächsten Ebbe zum Vorschein.
In der Villa der St Clairs macht Holmes keinen Hehl daraus, dass Neville nicht mehr am Leben sein dürfte. Umso erstaunter reagiert er, als ihm Mrs St Clair einen Brief zeigt, der heute in Gravesend aufgegeben wurde und die hektische Handschrift des Vermissten trägt. Er schreibt von einem „schweren Fehler“, dessen Behebung etwas Zeit benötigen wird, und bittet seine Frau, Geduld zu haben. Holmes bleibt skeptisch, ob die Nachricht als Lebenszeichen zu werten ist. Er wirft auch die Frage auf, ob sie den Vorfall am Fenster nicht womöglich falsch gedeutet hat. Nach einer durchwachten Nacht kehrt er in aller Herrgottsfrühe mit Watson nach London zurück, um den noch schlafenden Boone im Untersuchungsgefängnis aufzusuchen. Mit einem Schwamm und etwas Wasser reinigt Holmes das verdreckte, ungewaschene Gesicht des Häftlings und verifiziert seine neue Theorie: Darunter kommt das Antlitz des verschwundenen Neville St Clair zum Vorschein; selbst die Hasenscharte war nur gemalt. Der Enttarnte erklärt, sich als Zeitungsreporter zum ersten Mal als Bettler verkleidet zu haben. Überraschenderweise kam dabei mehr Geld zusammen als bei seinem wahren Beruf, so dass er auch das Geld zur Begleichung eines Wechsels auf diese Weise eintrieb und schließlich ganz als Bettler „arbeitete“. Der einzige, der davon wusste, war Lascar, dessen Wohnung er als Umkleidekabine nutzte. Dort schminkte er sich auch am Montag ab, als er durch das Fenster in die Augen seiner ahnungslosen Frau blickte, einen Schrei der Überraschung ausstieß und sein Gesicht mit den Armen zu schützen versuchte. Für sein Geständnis geht Neville St Clair straffrei aus, vorausgesetzt er verzichtet fortan auf sein Doppelleben als Bettler Boone.

### Der Blaue Karfunkel (The Blue Carbuncle)

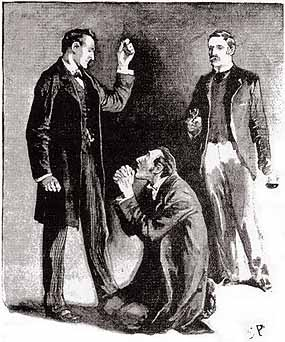
Sidney-Paget-Illustration zu Der blaue Karfunkel

Zu Weihnachten gab es eine Auseinandersetzung zwischen 6 Rowdys und einem Mann. Dabei wurde eine Weihnachtsgans und ein, nach Holmes Schätzungen, 3 Jahre alter Hut fallen gelassen, als der Mann und die Rowdys bei dem Anblick eines Polizeibeamten die Flucht ergriffen. Dieser brachte die Gans und den Hut zu Sherlock. Nach einer kurzen Untersuchung stellte sich heraus, dass dieser Hut und die Gans einem gewissen Henry Baker gehörten. Im Kropf der Gans wurde ein blaues Juwel gefunden, und es stellte sich heraus, dass dies der gestohlene blaue Karfunkel war, der ursprünglich der Gräfin von Morcar gehörte. Ein gewisser John Horner wurde beschuldigt, diesen gestohlen zu haben. Holmes vermutete, dass dieser Mann unschuldig war. Nach einer Recherche über die Herkunft der Gans stellte sich heraus, dass diese von einem Händler aus Covent-Garden stammte, der die Gans wiederum von einem Züchter erhielt und weiterverkaufte. Als sie mit dem Befragen des Händlers fertig waren, wurden sie auf einen Jungen aufmerksam, der ebenfalls nach einer bestimmten Gans fragte. Watson und Sherlock unterhielten sich mit ihm und brachten ihn zur Baker Street. Dort gab der Junge zu, das Juwel gestohlen zu haben. Holmes ließ ihn gehen und benachrichtigte die Polizei nicht, da der Junge große Angst davor hatte, dass dies seine Eltern erfahren und er dann im Gefängnis sitzen müsse. Holmes war sich sicher, dass er so etwas nie wieder tun würde.

### Der adlige Junggeselle oder Die verschwundene Braut (The Noble Bachelor)
Lord Robert St Simon, der zweite Sohn des Herzogs von Balmoral, sagt sich brieflich für den Nachmittag bei Holmes und Watson an. Aus den Zeitungen rekapitulieren sie, dass sich der 41-Jährige am Vortag mit Hatty Doran, der einzigen Tochter eines US-Millionärs aus San Francisco, verheiraten wollte. Nach der kirchlichen Trauung im engsten Familienkreis verschwand die Braut allerdings spurlos von der Hochzeitstafel am Lancaster Gate. Den Verdacht zieht besonders St Simons frühere Geliebte Flora Millar auf sich, die vergeblich versucht hatte, ins Haus einzudringen, um Ansprüche auf den Herzogssohn anzumelden. Beim Eintreffen in der Baker Street schildert der untröstliche St Simon seine Braut, die er vor einem Jahr in deren Heimatstadt kennenlernte, als unkonventionellen Wildfang. Holmes wird hellhörig, als der Bräutigam einen scheinbar unbedeutenden Vorfall erzählt, bei dem Hatty auf dem Weg zur Sakristei ihren Strauß fallenließ. Ein Herr händigte ihr die Blumen aus, woraufhin sie verstört wirkte und sich einige Minuten lang angeregt mit ihrer Zofe Alice unterhielt. Dann verließ sie eilig den Frühstücksraum. Ein letztes Mal wurde sie im Hyde Park gesehen, ausgerechnet in Begleitung ihrer Rivalin Millar.
St Simon kann sich nicht vorstellen, dass Flora Millar wirklich etwas mit dem Verschwinden Hattys zu tun hat. Eher glaubt er, seine Braut habe wegen ihres sozialen Aufstiegs das Nervenflattern bekommen. In Anbetracht einiger vergleichbarer Fälle ist für Holmes an dieser Stelle klar, dass Hatty mit einem anderen Mann durchgebrannt ist. Daran ändert auch die Brautkleidung der Vermissten nichts, die Scotland-Yard-Agent Lestrade aus dem Serpentine-Teich gefischt hat. Eine darin gefundene Notiz mit gesalzenen Preisen für Übernachtung und Frühstück weist Holmes darauf, in welchem Hotel er nach Hatty suchen muss. So kommt es in der Baker Street zur Gegenüberstellung zwischen St Simon und Hatty, die einen anderen Mann mitbringt. Sie bekennt, sich vor Jahren gegen den Willen des Vaters mit dem Minenarbeiter Francis Hay Moulton verlobt zu haben. Aus der Zeitung musste sie eines Tages entnehmen, dass ihr Verlobter in Montana beim Angriff von Apache-Indianern ums Leben gekommen sei. Umso größer war ihr Erstaunen, als sie dem Totgeglaubten bei der kirchlichen Trauung plötzlich in die Augen schaute. Um einen Zettel mit seiner Notiz entgegennehmen zu können, täuschte sie in der Kirche vor, die Blumen fallengelassen zu haben. Als sie später Frank auf der anderen Straßenseite sah, setzte sie sich von der Hochzeitstafel ab, ohne sich zu verabschieden, weil sie sich durch die Anwesenheit hochgestellter Persönlichkeiten eingeschüchtert fühlte. Nach dieser Beichte verzichtet Lord St Simon enttäuscht auf das von Holmes angerichtete Dinner und zieht sich zurück.

### Die Beryll-Krone (The Beryl Coronet)

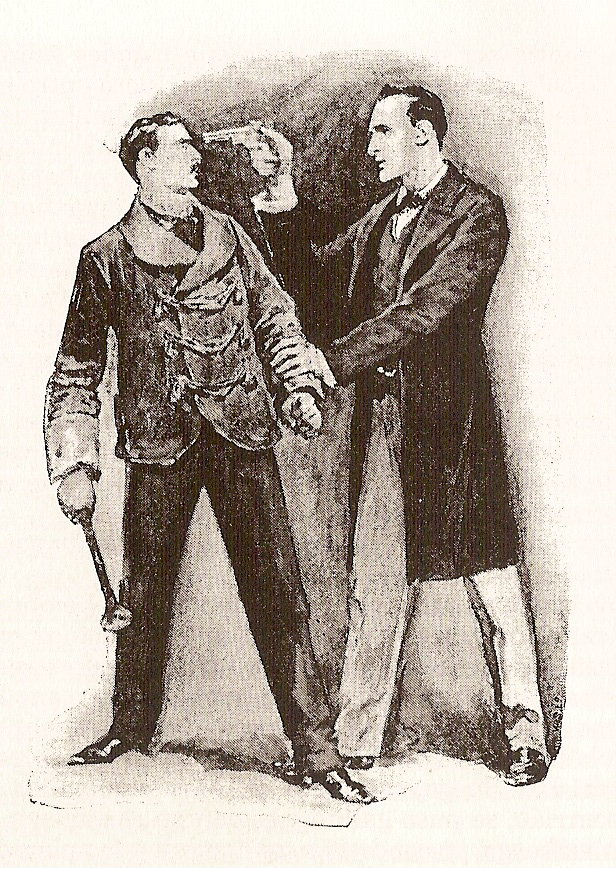
Sherlock Holmes und der Täter im Fall um die Beryll-Krone, gezeichnet von Sidney Paget

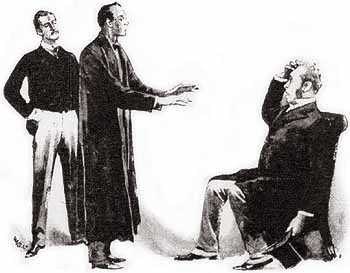
Mr Holder stürmt in die Baker Street, Illustration von Sidney Paget zu Die Beryll-Krone

An einem verschneiten Februar-Morgen erblickt Dr. Watson vom Fenster aus einen etwa 50-jährigen, gut gekleideten Herrn im Anmarsch, der mit seinen Bewegungen den Eindruck eines Wahnsinnigen macht. Es handelt sich aber um Alexander Holder, den Teilhaber der zweitgrößten Londoner Privatbank Holder & Stevenson, für den eilige Fußmärsche einfach nur ungewohnt sind. Gestern ersuchte ihn im Büro eine der prominentesten Personen Englands, um ein kurzfristiges Darlehen über 50.000 Pfund, das schon am Montag wieder zurückgezahlt werden soll. Als Sicherheit überreichte die Berühmtheit mit der Bitte um höchste Diskretion die mindestens doppelt so wertvolle Beryll-Krone. Da Holder seinem Bürotresor misstraute, nahm er das Juwel mit einem mulmigen Gefühl heim nach Streatham. Von dem Mitbringsel erzählte er seiner Nichte Mary, die er adoptiert hat und die dem Witwer den Haushalt führt, und seinem einzigen Sohn Arthur, der unter dem schlechten Einfluss seines älteren, weltläufigen Freundes George Burnwell der Spielsucht verfallen ist. So versuchte Arthur gestern einmal mehr vergeblich, seinen Vater um 200 Pfund für seinen Aristokraten-Club anzupumpen. Als Holder später in der Nacht durch ein Geräusch aufwachte, überraschte er seinen Sohn in flagranti, wie er sich an der Krone zu schaffen machte, an dem überdies eine Goldecke mit drei der 39 Beryllsteine fehlte. Beleidigt, als Dieb verdächtigt zu werden, verweigerte Arthur jegliche Auskunft zu den Vorfällen. Ein Leibesvisitation und Hausdurchsuchung brachte keine Aufschlüsse.
Wenige Stunden nach der Tat fürchtet Holder nun um seine Ehre, wobei er nicht an Arthurs Schuld zweifelt. Holmes könnte sich hingegen vorstellen, dass der die Krone nur geradebiegen wollte. Am Ort des Geschehens stützt er auch Marys Bedenken, ob man das Schweigen ihres Cousins wirklich als Schuldeingeständnis werten dürfe. Immerhin könnte auch das neue Dienstmädchen Lucy Parr von der Krone erfahren haben, als sie zur Hintertür hereinkam, nachdem sie sich am Gartentor mit einem Verehrer getroffen hatte. In keinem Fall kann die Krone im Haus beschädigt worden sein, weil das Herausbrechen der Goldecke einen lauten, unüberhörbaren Knall ausgelöst hätte. Aus den Fußspuren im Schnee liest Holmes, was tatsächlich vorgefallen ist: Die scheinbar über jeden Verdacht erhabene Mary ließ sich von dem verzweifelten Schurken Burnwell um den Finger wickeln und händigte ihm am Fenster die Krone aus. Von Schlaflosigkeit befallen, beobachtete Arthur dies und rannte barfuß ins Freie, um Burnwell die Krone wieder abzuluchsen. Sie wurde bei den Handgreiflichkeiten beschädigt, so dass Arthur in der Tat versuchte, das Diadem zurechtzubiegen. Er konnte allerdings nicht die Wahrheit offenlegen, ohne die von ihm geliebte Cousine zu belasten. Arthur hat Holmes diese Theorie mittlerweile bestätigt, wofür er aus der Untersuchungshaft freigelassen wird. Mary ist hingegen mit Burnwell durchgebrannt, nicht ohne eine Abschiedsnote zu hinterlassen. Dafür konnte Holmes aber in Erfahrung bringen, wem Burnwell die Beryllsteine verkauft hatte, und sie mit leichtem Verlust zurückerwerben.

### Die Blutbuchen (The Adventure of the Copper Beeches)

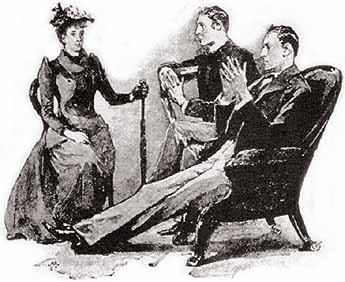
Die junge Miss Hunter sucht Rat bei Holmes & Watson, gezeichnet von Sidney Paget aus der Story um Die Blutbuchen

Fünf Jahre lang diente die junge Violet Hunter als Gouvernante im Haushalt eines Obersts, doch ist es ihr seit dessen Übersiedlung nach Kanada vor zwei Monaten nicht gelungen, eine neue Anstellung zu finden. Als sie allerdings letzte Woche in der Haushälterinnen-Agentur vorsprach, traf sie im Zimmer ihrer Arbeitsvermittlerin auf den vollschlanken Jephro Rucastle, der sie vom Fleck weg engagieren wollte. Er bot ihr sogar das Doppelte ihres bisherigen Lohnes an, obwohl sie sich nur um ein Kind – den sechsjährigen Sohn der Familie – kümmern soll. Rucastle machte aber zur Auflage, dass sich Violet am Morgen ein bestimmtes blaues Kleid anziehen soll. Vor allem freilich müsste sie ihre langen, brünetten Haare abschneiden, angeblich um dem Willen seiner Frau genüge zu tun. Unter diesen Umständen gab Violet ihm einen Korb, was ihr einen strafenden Blick der Vermittlerin einbrachte. Nach längerem Nachdenken ist sie nun geneigt, ihre Meinung zu ändern, zumal Rucastle ihr in einem Brief einen noch höheren Lohn in Aussicht stellt. Auch für Holmes ist es ein Rätsel, warum es für einen so leichten Job so viel Geld geben soll. Trotzdem lässt er Violet ins Landhaus Copper Beeches nach Hampshire ziehen, das etwa fünf Meilen von Winchester entfernt liegt. Dabei fordert er sie auf, ein Telegramm zu schicken, wenn sie Hilfe benötigt.
Vierzehn Tage später ist es soweit: In einem Hotelzimmer in Winchester berichtet Violet Dr Watson und Holmes, dass Mrs Rucastle nicht – wie befürchtet – wahnsinnig ist und doch eine unerklärliche Trauer mit sich herumträgt. Sie lacht auch nicht mit, wenn sich Violet in den Morgenstunden das blaue Kleid anziehen muss und von Rucastle eine Stunde lang durch lustige Geschichten zum Lachen gebracht wird. Bei dieser Zeremonie bemerkte sie vor einer Woche vom Fenster aus einen kleinen Mann, der von der Straße aus in ihre Richtung blickte und dem sie kurz zuwinkte, bevor Mrs Rucastle die Jalousie herunterließ. Zu allem Überfluss entdeckte sie in einer abgeschlossenen Schublade braunes Frauenhaar, das ihrer abgeschnittenen Mähne erstaunlich ähnelte. Schließlich scheint ein vermeintlich unbewohnter Wohnungsflügel ein Geheimnis zu bergen, auch wenn Rucastle vorgibt, in dem abgedunkelten Zimmer seine Filme zu entwickeln. In ihrer erweckten Neugier fand Violet heraus, dass in dem verschlossenen Raum das Licht brennt. Rucastle droht damit, sie dem Bullenbeißer Carlo zum Fraß vorzuwerfen, wenn er sie noch einmal in dem Flügel erwischen sollte.
Holmes schließt aus allen Indizien, dass in der angeblichen Dunkelkammer in Wirklichkeit Rucastles Tochter Alice aus erster Ehe festgehalten wird, die in die USA gegangen sein soll, weil sie sich mit ihrer Stiefmutter nicht versteht. So wurde Violet auch nur wegen ihrer Ähnlichkeit mit der Tochter verpflichtet und in deren blaues Kleid gesteckt, um dem vor dem Haus wartenden Verlobten vorzutäuschen, dass es Alice gut geht und dass sie sein Werben nicht länger beachtet. Der sechsjährige Sohn, der sich nach Violets Aussagen zu einem grausamen Tierquäler entwickelt, deutet darauf hin, was man hinter der Fassade der Rucastles noch alles zu erwarten hat. Da die Hausherren am Abend nicht zu Hause sein werden und Stallknecht Toller noch betrunken ist, nehmen sich Holmes und Watson die Villa vor, nachdem Violet Mrs Toller in den Keller gelockt und dort eingesperrt hat. Sie finden die Dunkelkammer aber leer vor und werden von Rucastle überrascht, der Wind von der Aktion bekommen hat und nun den gefährlichen Hund freilässt. Watson schießt ihn nieder, womit er Rucastle das Leben rettet. Wie Mrs Toller berichtet, hatte sich Alice geweigert, ihr Geld auch im Falle einer Eheschließung an ihren Vater abzutreten. Nach überstandener Krankheit, bei der sie ihr Haar lassen musste, wurde sie dann von ihm eingesperrt und Violet als Double engagiert. Der Verlobte namens Fowler ließ sich aber nicht abwimmeln, so dass er Alice soeben mit einer Leiter zur Flucht verholfen hat. Beide heiraten tags darauf in Southampton und siedeln nach Mauritius über, während Violet die Leitung einer Privatschule in Walsall übernimmt.

## Verfilmungen
Der 1921 veröffentlichte Film The Man with the Twisted Lip ist eine Verfilmung der gleichnamigen Kurzgeschichte.
1939 entstand ein gleichnamiger Spielfilm von Regisseur Alfred Werker mit Basil Rathbone und Nigel Bruce. Er basiert nicht auf den Erzählungen Conan Doyles, sondern auf dem Theaterstück Sherlock Holmes von William Gillette. Dafür standen aber mehrere Kurzgeschichten des Bandes für manche Verfilmungen mit Rathbone Pate, z. B. war die Erzählung Die fünf Orangenkerne die Vorlage für Das Haus des Schreckens; doch mit der Story ist man, wie bei dieser Filmreihe üblich, sehr frei umgegangen.
Zwischen 1984 und 1994 entstand die britische Fernsehserie Sherlock Holmes, in der acht der Geschichten dieser Sammlung verfilmt wurden. Mit insgesamt 36 Episoden und 5 Filmen ist diese Serie die umfangreichste filmische Adaption der Sherlock-Holmes-Werke von Arthur Conan Doyle. Sherlock Holmes wurde dort von Jeremy Brett verkörpert und Dr. Watson zunächst von David Burke, dann aber von Edward Hardwicke. Die Serie ist bekannt für ihre sehr werktreuen Adaptionen.
In den Filmen Sherlock Holmes (2009) und Sherlock Holmes: Spiel im Schatten (2011) kommt Irene Adler als Geliebte von Sherlock Holmes vor.

## Ausgaben
- Die Abenteuer des Sherlock Holmes. Übersetzt von Gisbert Haefs. Haffmans, Zürich 1984, ISBN 3-251-20104-2.
- Die Abenteuer des Sherlock Holmes. Übersetzt von Gisbert Haefs. Insel, München 2007, ISBN 978-3-458-35017-0.
- Sherlock Holmes Gesammelte Werke. Übersetzt von Adolf Gleiner, Margarethe Jacobi, Louis Ottmann und Rudolf Lautenbach. Anaconda, München 2012, ISBN 978-3-86647-850-3.
- Die Abenteuer des Sherlock Holmes. Übersetzt von Henning Ahrens, Fischer Taschenbuch, Frankfurt am Main 2016, ISBN 978-3-596-03560-1.
- Sherlock Holmes: Die Abenteuer. Coppenrath, Münster 2021, ISBN 978-3-649-63938-1.

### Deutsche Übersetzungen bei Gutenberg.de
- Ein Skandal in Böhmen
- Der Bund der Rothaarigen
- Eine Frage der Identität
- Das Geheimnis von Boscombe Valley
- Die fünf Orangenkerne
- Das gesprenkelte Band
- Der Daumen des Ingenieurs
- Der Mann mit der entstellten Lippe
- Der blaue Karfunkel
- Der adlige Junggeselle
- Die Beryll-Krone
- Die Blutbuchen

### Hörbücher auf Deutsch
Hörbücher gelesen von Christoph Hackenberg:
- Hörbuch „Der Bund der Rothaarigen“, Dauer 56 Min.
- Hörbuch „Eine Frage der Identität“, Dauer 40 Min.
- Hörbuch „Das Geheimnis von Boscombe Valley“, Dauer 1 Std. 02 Min.
- Hörbuch „Die fünf Orangenkerne“, Dauer 49 Min.
- Hörbuch „Das gesprenkelte Band“, Dauer 1 Std. 09 Min.
- Hörbuch „Der Daumen des Ingenieurs“, Dauer 50 Min.
- Hörbuch „Der Mann mit der entstellten Lippe“, Dauer 1 Std. 02 Min.
- Hörbuch „Der blaue Karfunkel“, Dauer 55 Min.
- Hörbuch „Der adlige Junggeselle“, Dauer 54 Min.
- Hörbuch „Die Beryll-Krone“, Dauer 1 Std. 03 Min.
- Hörbuch „Die Blutbuchen“, Dauer 1 Std. 06 Min.